# Дюздже (провінція)
Дюздже (тур. Düzce) — провінція в Туреччині, розташована в Чорноморському регіоні.
Столиця — Дюздже.
| Туреччина | Це незавершена стаття з географії Туреччини. Ви можете допомогти проєкту, виправивши або дописавши її. |

1. ↑  http://www.duzce.gov.tr/genel-bilgi